# Lac de Biscarrosse et de Parentis
Le lac de Biscarrosse et de Parentis (estanh de Biscarròssa en gascon) est l'un des grands lacs landais du littoral de la Nouvelle-Aquitaine, dans le sud-ouest de la France. De forme triangulaire, il s'étend du nord au sud sur les communes de Biscarrosse, Parentis-en-Born, Gastes et Sainte-Eulalie-en-Born, dans le département des Landes.

## Présentation
Le lac de Parentis-Biscarrosse occupe une superficie de 3 540 hectares et sa profondeur moyenne est de 6,7 mètres. Il est situé entre le lac de Cazaux et de Sanguinet au Nord et le lac d'Aureilhan au Sud. Composé à 100 % d'eau douce, il est alimenté par :
- le canal des Landes (aussi dénommé Canal de Navarrosse), exutoire du lac de Cazaux et de Sanguinet en contournant le petit étang de Biscarrosse ;
- de multiples ruisseaux et cours d'eau, localement appelés crastes.

Il a pour exutoire :
- le courant de Sainte-Eulalie, alimentant le lac d'Aureilhan ;
- le canal Probert, prenant sa source au port de plaisance municipal de Sainte-Eulalie-en-Born et se jetant dans le courant de Sainte-Eulalie.

Il est muni d'une écluse à Navarrosse en libre passage.

### Formation
Il y a environ 5 000 ans, les cours d'eau tels que le Nasseys ou la Pave prenaient leur source dans l'est du plateau landais pour se jeter directement dans le golfe de Gascogne après avoir dessiné de grands méandres. La formation naturelle de dunes le long d'une frange littorale sur plusieurs ères géologiques par apport de sable de l'océan et sous l'effet des vents d'ouest finit par obstruer les embouchures des cours d'eau, entraînant la création d'une chaîne de lacs. Seul le dernier d'entre eux, le lac d'Aureilhan tout au sud dispose d'un débouché sur l'océan Atlantique, le courant de Mimizan, qui est aussi indirectement l'exutoire du lac de Biscarrosse et de Parentis.

### Sol
Composé essentiellement de sédiments, le sol est à l'origine un réceptacle de dépôts de matériaux provenant des montagnes voisines (Pyrénées, massif armoricain). Ce bassin traverse différentes ères géologiques (Trias, Jurassique, Crétacé, Quaternaire, etc.), endure d'importantes variations climatiques (notamment des glaciations, dont la dernière date de 20 000 ans), subit des secousses tectoniques dues à l'élévation des Pyrénées et au déplacement de la côte ibériques, et supporte les mouvements d'un océan tantôt invasif, tantôt retiré. Le sol se construit localement pour arriver à son visage actuel : chargé d'alluvions, de sables de calcaires, d'éléments fossiles, etc. Les particularités locales du sous-sol ont permis une accumulation du pétrole aujourd'hui exploité.

### Sous-sol
Le sous-sol du lac contient du pétrole, toujours exploité de nos jours. Sa présence est liée aux conditions de formation du bassin aquitain : il résulte d'une dépression formée au cours de la phase d'extension de la croûte terrestre, démarrée il y a 115 millions d'années. L'océan, dont le niveau était plus élevé à l'époque, recouvrait tout le bassin aquitain, ce qui a entraîné une accumulation de sédiments et d'organismes microscopiques tels que le plancton marin, créant ainsi une roche-mère. L'enfouissement de cette roche-mère sous d'autres sédiments, et le fait qu'elle soit soumise à de fortes pressions et températures, ont provoqué leur transformation en hydrocarbures. Ces fluides, moins denses que la roche dans laquelle ils se sont formés, ont donc été chassés de la roche-mère et ont migré jusqu'à une couche imperméable (argiles de l'Albien), ce qui a permis la création du piège pétrolier (réservoir) de nos jours exploité.

## Activités
Le système agropastoral dans les Landes de Gascogne domine l'économie du pays de Born jusqu'au milieu du XIXe siècle, avant que la loi du 19 juin 1857 ne la fasse basculer vers la sylviculture, corollaire de l'extension de la forêt des Landes. Cette situation perdure jusqu'au début du XXe siècle, avant l'introduction de nouvelles activités industrielles et tertiaires.

### Exploitation pétrolière
Le sous-sol du lac contient la plus grande réserve de pétrole brut en France métropolitaine. Le gisement s'étend entre 2 000 et 2 500 mètres de profondeur, au niveau des couches du sous-sol datant du Crétacé inférieur.
L'activité pétrolière à Parentis débute par les travaux de prospection de la société américaine Esso, qui réalise le 25 mars 1954 la première extraction du précieux liquide. Les espérances des premiers forages sont confirmées et la filiale de droit français Esso Rep est créée l'année suivante. Les réserves, estimées à 40 millions de tonnes, justifient la création d'un oléoduc jusqu'à la raffinerie d'Ambès. L'extraction culmine à 800 000 tonnes par an mais le déclin s'amorce dès les années 1970, malgré les chocs pétroliers qui permettent de relancer un peu la production.
En 1997, la production tombe à 3 200 tonnes. Cette années-là, Esso REP cède ses activités à la société canadienne Vermilion Energy, qui établit le siège de sa filiale française Vermilion REP à Parentis et qui exploite encore le site de nos jours. Cette entreprise est spécialisée dans le rachat de gisements déjà largement exploités en vue de les faire durer le plus longtemps possible. L'évolution des technologies et méthodes de recherche et d'exploitation permet en effet d'optimiser et de pérenniser la production, en conservant notamment des emplacements existants sans en créer de nouveaux. Un mélange de pétrole, d'eau et de gaz est ainsi toujours extrait à partir de puits de pétrole actifs situés aux abords du lac. L'énergie de récupération qui résulte de cette activité sert au chauffage de serres agricoles.

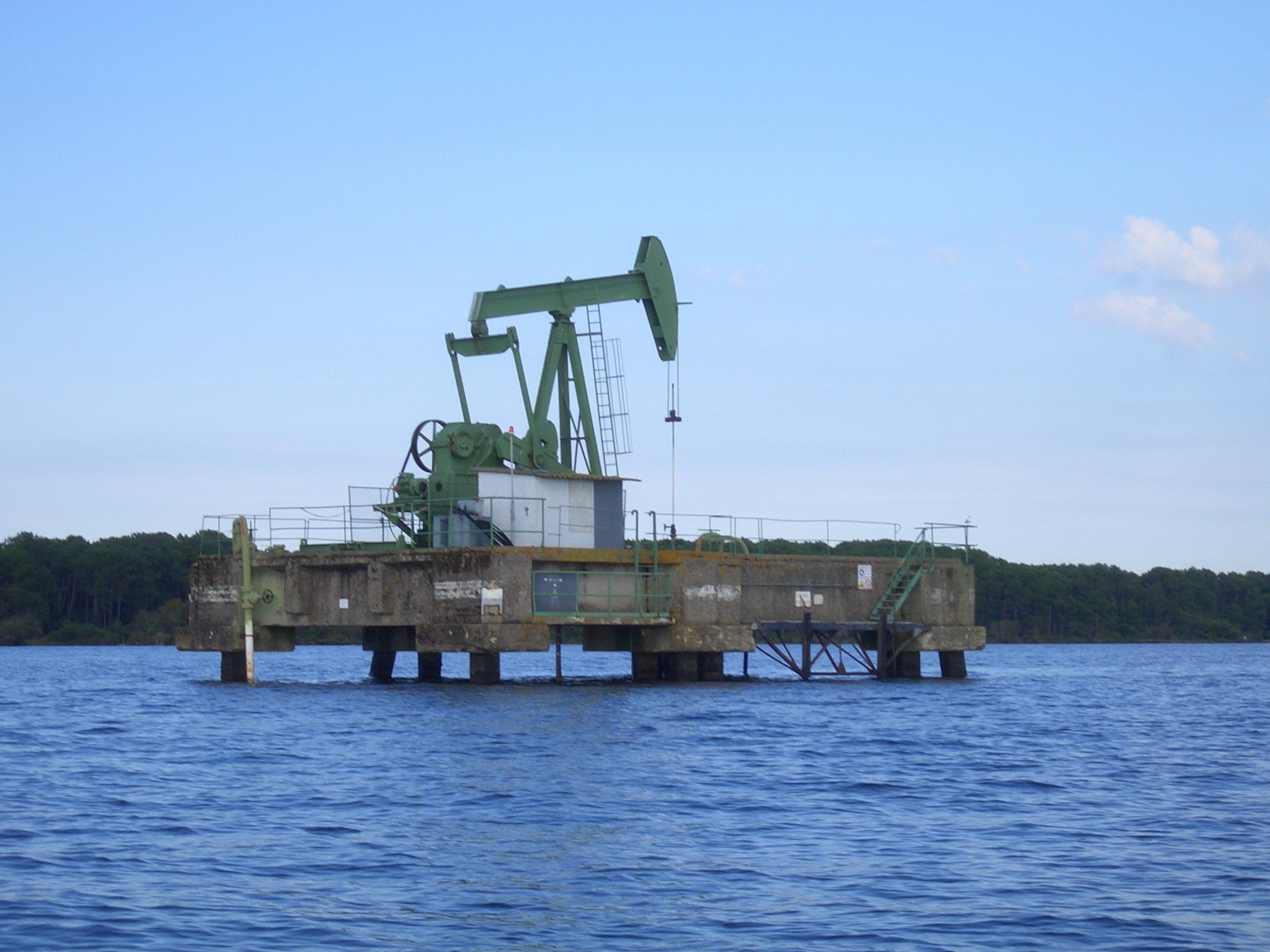
Chevalet de pompage à Parentis
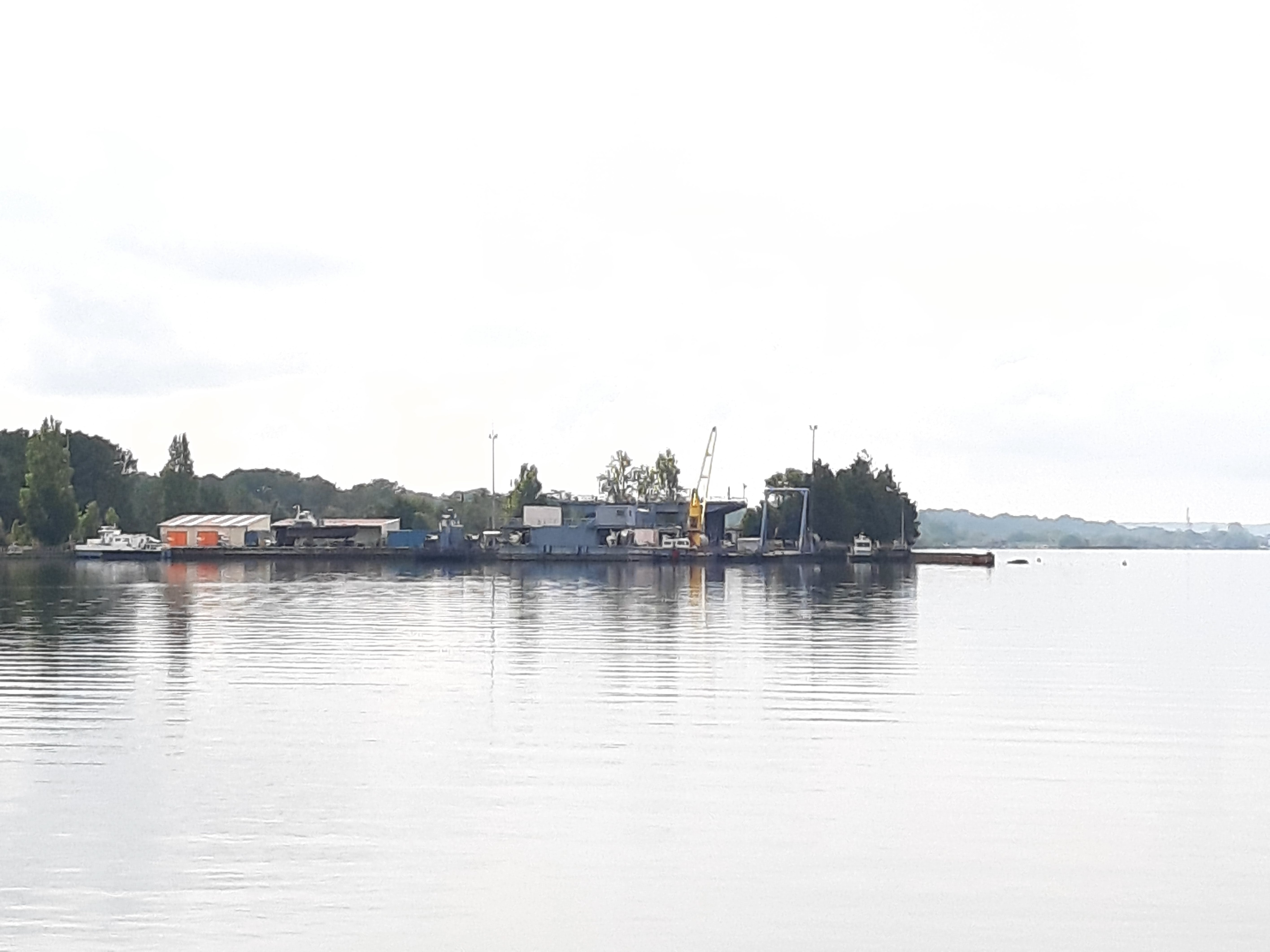
Port de la société Vermilion REP à Parentis

### Armée
En 1962 est créé le Centre d'essais des Landes (CEL), de nos jours DGA Essais de missiles. Cette année-là, l'État français doit en effet trouver un site de remplacement à celui d'Hammaguir au Sahara, rétrocédé à l'Algérie à la suite des accords d'Évian. Le nouveau site militaire occupe ainsi une partie du domaine des communes de Biscarrosse, Parentis-en-Born, Gastes, Sainte-Eulalie-en-Born et Mimizan, permettant des essais de missiles et engins balistiques en direction du Golfe de Gascogne. Le lac ainsi que le courant de Sainte-Eulalie au Sud servent depuis de frontière naturelle à ce site de l'armée française. Cette présence militaire, interdisant l'accès au public de la rive occidentale du lac jusqu'à l'océan, favorise l'isolement des lieux et contribue indirectement à leur préservation.

### Loisirs
Aux activités traditionnelles de pêche et de chasse s'ajoutent celles liées à l'avènement de la société des loisirs et du tourisme : plaisance, planche à voile, randonnée, etc. Plusieurs ports de plaisance, des campings et des plages sont aménagés le long de ses berges. La nécessité de préserver l'environnement conduit certains usagers à mener des actions de conservation. Ainsi, les pêcheurs, par le biais de la fédération départementale et d'associations locales, ont notamment installé au fond du lac des récifs pour aider le développement et le frayage de poissons carnassiers. Les chasseurs, par le biais de leur fédération et d'associations locales, ont rouvert en bordure du lac plus de 60 hectares de prairies en voie d'embroussaillement en raison de la disparition de l'élevage et du pâturage. Ensemble, chasseurs et pêcheurs surveillent le développement des espèces invasives et participent à leur arrachage.

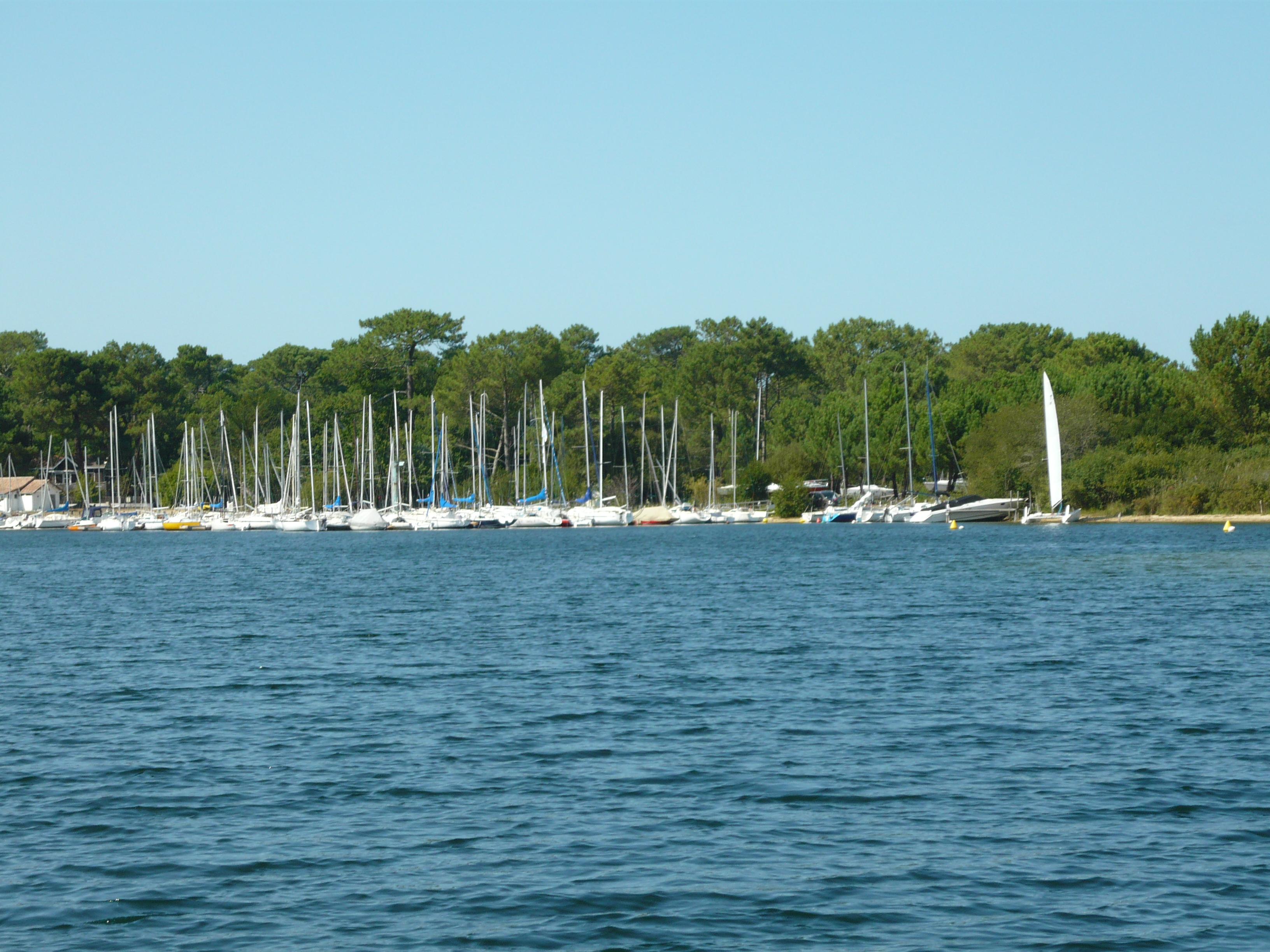
Port de plaisance à Biscarrosse
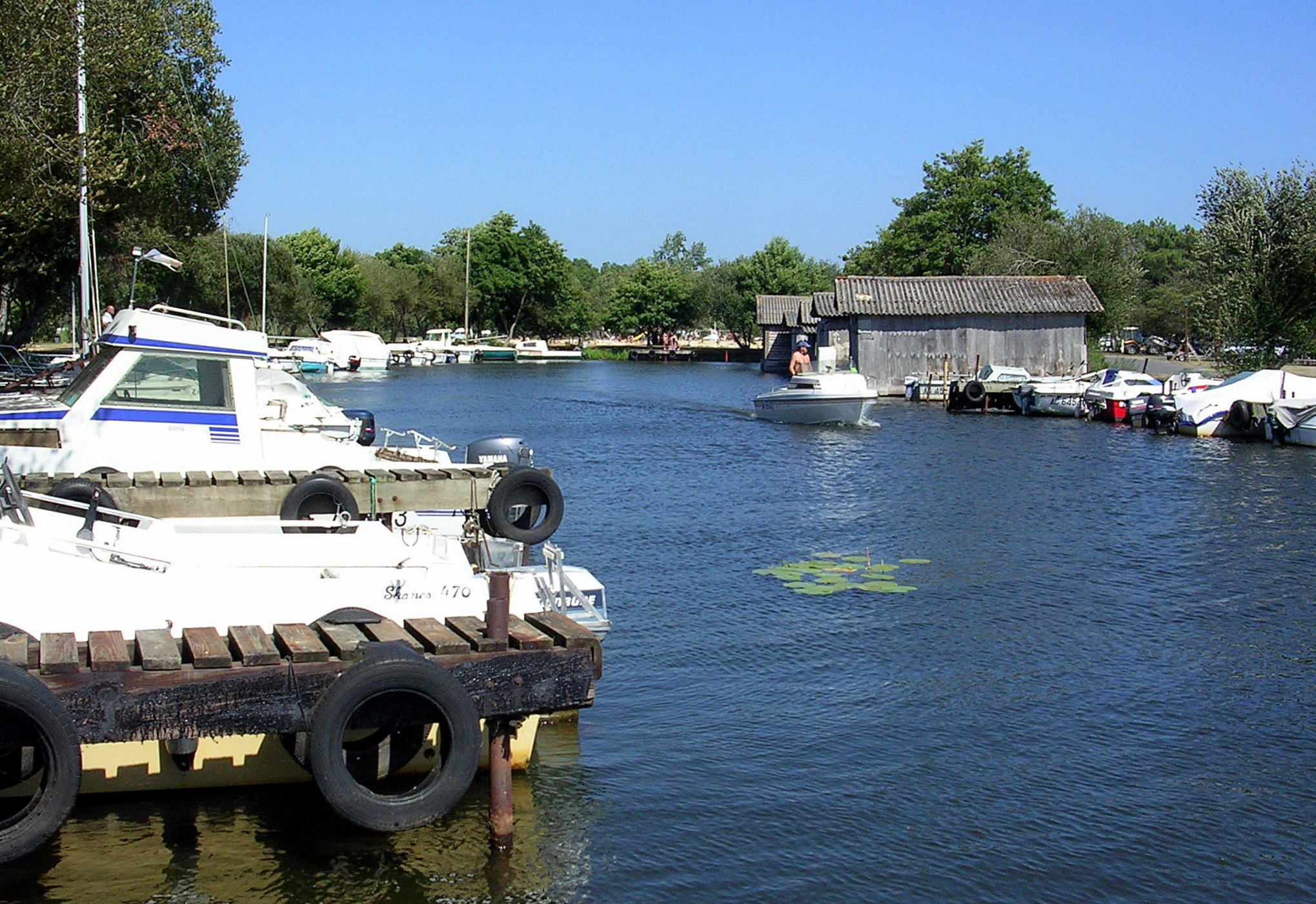
Port des Brochets à Gastes
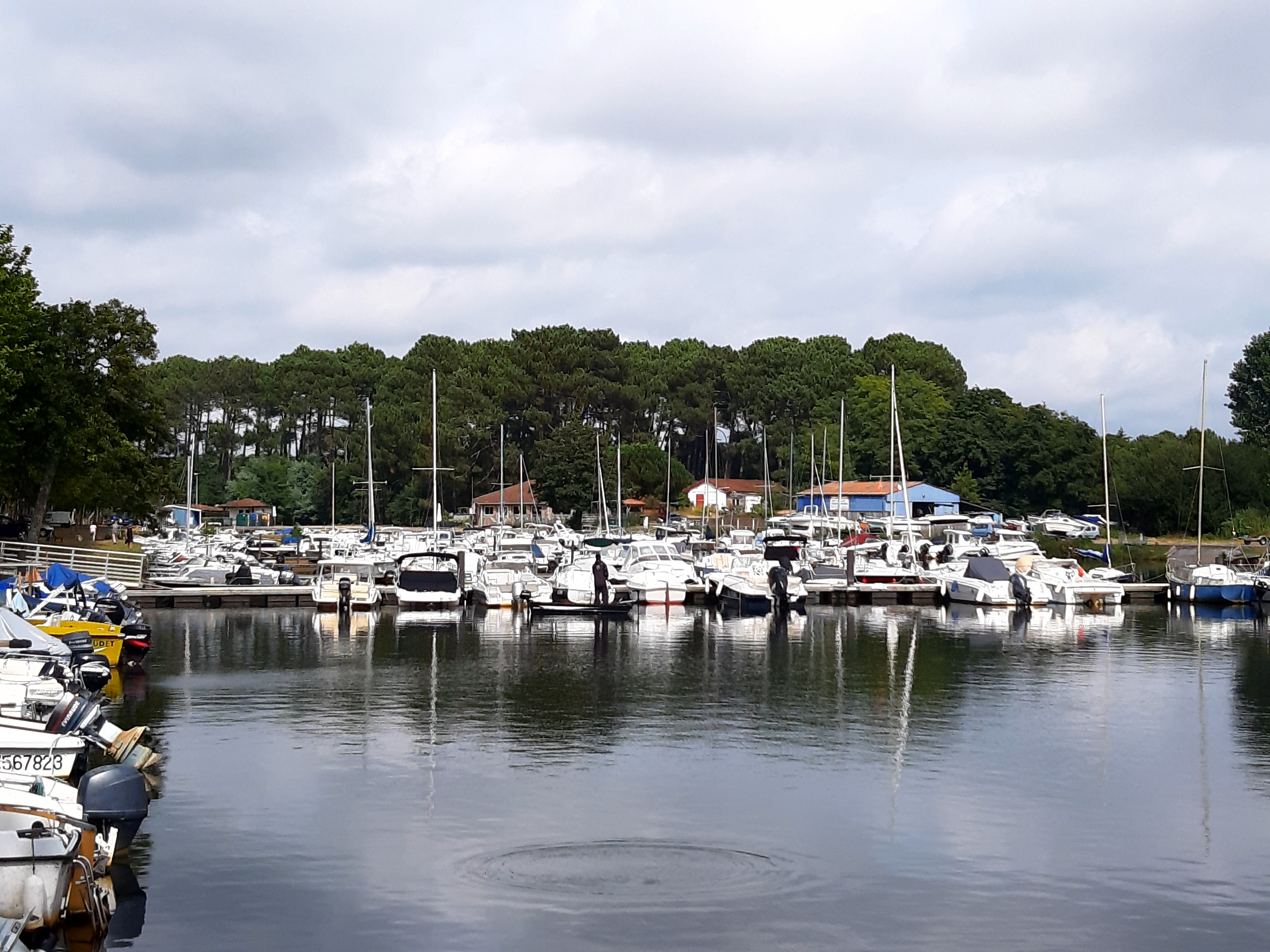
Port du Piaou à Parentis

## Histoire

### Archéologie
Les fondations d'une chapelle aujourd'hui disparue sont repérées sous les eaux du lac en 1991, à une centaine de mètres au large du lieudit Lahitte. Cet ancien édifice religieux est mentionné sous le nom de :
- « Parrochia d'Ulcera » en 1274 dans les Recogniciones feodorum in Aquitania (recueil d'actes de l'administration anglaise de la Gascogne),
- « Sancta Maria de Ucera » au XIIIe siècle dans le Pouillé de la province ecclésiastique de Bordeaux

La chapelle a de toute évidence disparu sous l'effet de la montée des eaux du lac. Elle se trouvait à proximité du « Camin arriaou », vestige de l'ancienne voie romaine littorale, passant par Losa au Nord (ancien village disparu sous les eaux du lac de Cazaux et de Sanguinet) et Segosa au Sud (ancien relai routier dont les vestiges sont sur la commune de Saint-Paul-en-Born).

### Pacage
Jusqu'à l'entre-deux-guerres, des troupeaux de marines landaises sont laissés en semi-liberté par leurs propriétaires aux abords de l'étang et dans les marais ceinturant les lettes du massif dunaire afin de les laisser paître. Les vachers rassemblent leur troupeau une fois par an des barguèiras (parcs mobiles en gascon) installés de manière éparse afin de les marquer.
La Seconde Guerre mondiale décime les troupeaux et les dernières vaches marines disparaissent de Biscarrosse en 1963. La race parvient toutefois à être sauvée in extremis et elle est réimplantée localement en 1990.

### Hydraviation
Le 10 juin 1929, le maire de Biscarrosse, M. Fabre, fait part au conseil municipal d'une lettre reçue de l'entrepreneur Pierre-Georges Latécoère. Celui-ci désire acquérir des terrains au lieu-dit des Hourtiquets pour y installer des ateliers de montage d'hydravions et pouvoir réaliser des essais sur le lac. Une fois la vente actée, le 28 juillet 1930, arrive depuis Toulouse le Laté 38-02 en pièces détachées. Le premier vol est réalisé un mois plus tard, le 24 août. Tout au long des années 1930, la base d'hydravion (hydrobase) se développe et de grands noms de l'aviation française y volent, tels que Jean Mermoz, Antoine de Saint-Exupéry ou Paul Hébrard. De 1930 à 1955, l'hydrobase permet au groupe Latécoère de réaliser des assemblages et essais attirant un public venu des environs. De rares appareils d'Air France, de Pan American Airways ou de la British Overseas Airways Corporation (BOAC) y font escale. Mais  les avancées technologiques, notamment l'avion à réaction supplantant définitivement les hydravions, mettent fin à l'aventure aéronautique de Biscarrosse.
Le musée historique de l'hydraviation, créé au debut des années 1980, est installé sur l'emplacement de l'ancienne base Latécoère à Biscarrosse. Certaines pièces exposées sont des épaves coulées dans le lac pendant la Seconde Guerre mondiale — les occupants allemands en  avaient fait un site militaire — et renflouées par la suite.
Dans les années 2010, un groupe de passionnés a relancé l'hydraviation de loisir en France, créant l'association « Aquitaine Hydravions » sur l'aérodrome de Parentis et devenant la première école d'hydravions aux normes européennes de l'EASA. Elle a déjà formé plusieurs centaines de pilotes privés et professionnels à cette forme d'aviation.

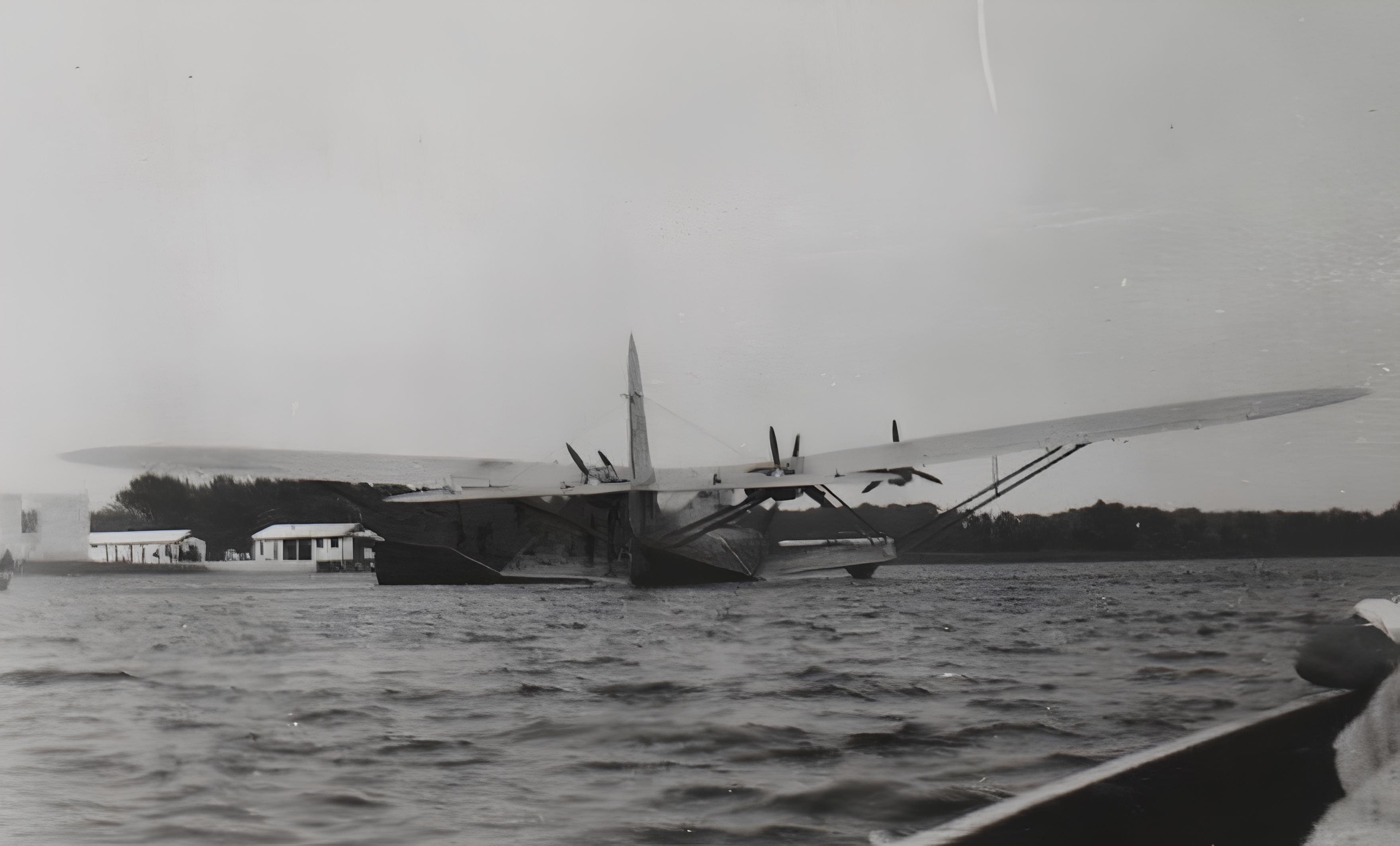
Latécoère 521 sur le lac de Biscarrosse en 1934

## Intérêt écologique

### Diversité paysagère
À l'Ouest, les dunes sont boisées de pins maritimes et de chênes variés. Sur les rives au Nord et à l'Est, le relief est moins marqué. Une mosaïque paysagère composée de boisements marécageux, de tourbières, de marais ou encore de vastes prairies pâturées bordent le lac. Ces milieux humides subissent le marnage saisonnier du lac et se retrouvent sous les eaux en hiver et sont exondées en été et en automne. En plus de la variété paysagère, ces caractéristiques naturelles font du lac et de ses abords un puits de diversité biologique.

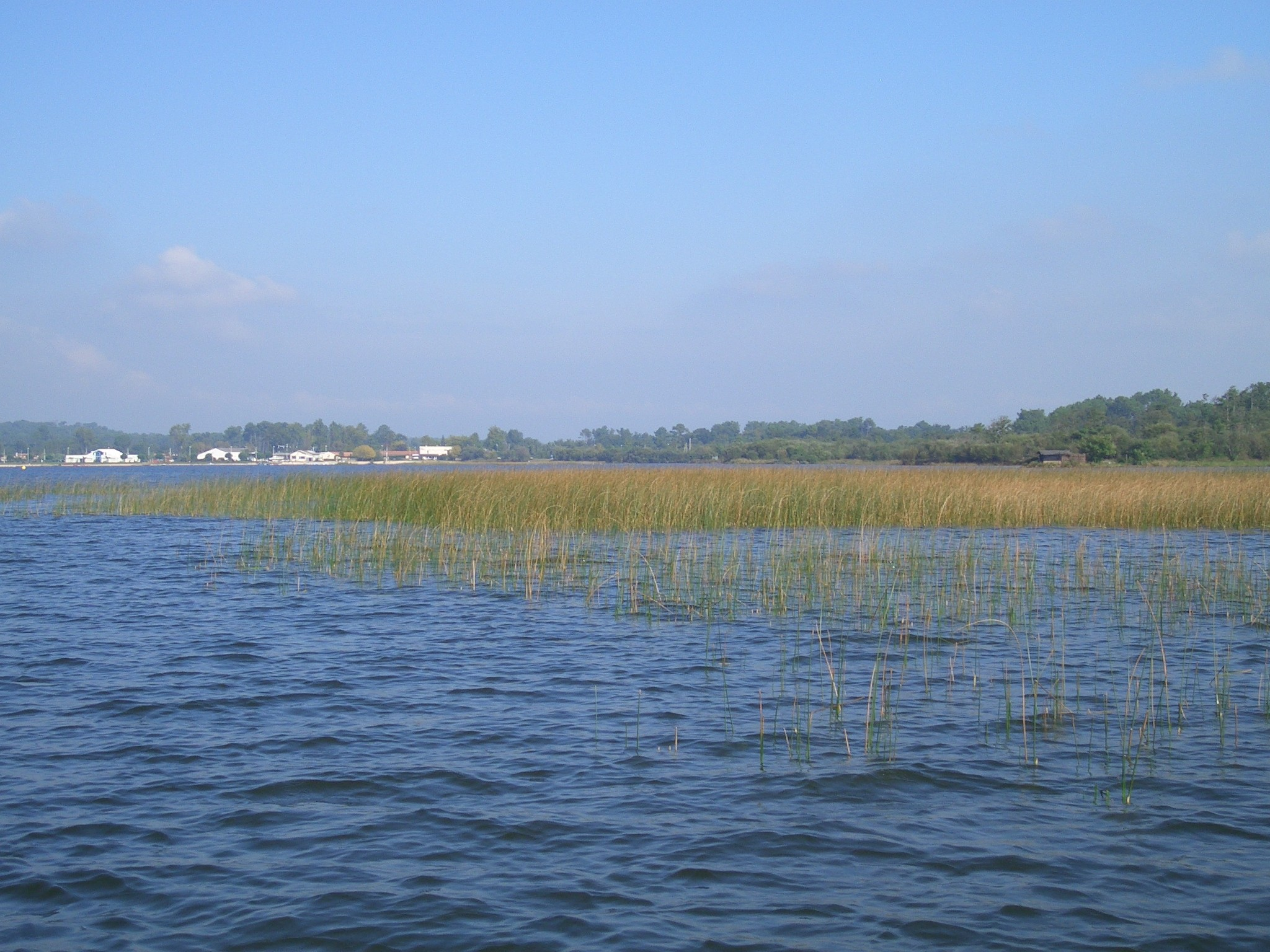
Berges du lac

### Espèces et habitats
En France métropolitaine, les zones humides couvrent 3 % du territoire mais hébergent un tiers des espèces végétales remarquables ou menacées, la moitié des espèces d'oiseaux et la totalité des amphibiens et poissons d'eau douce. Ce sont des lieux d'abri, de nourrissage et de reproduction pour de nombreuses espèces, indispensables à la reproduction des batraciens. Elles constituent des étapes migratoires, des lieux de reproduction et d'hivernage pour de nombreuses espèces d'oiseaux.
Le rôle écologique des zones humides dans les Landes y est d'autant plus important que la majorité d’entre elles ont disparu à la suite des grands travaux d’assèchement entrepris sous Napoléon III dans le cadre de la loi du 19 juin 1857. Le lac abrite abrite ainsi de nombreuses espèces animales, végétales et habitats, comme la loutre d'Europe, le faux-cresson de Thore, la barbastelle d'Europe ou le grand Rhinolophe (espèce de chauves-souris), les landes humides, les chênaies à Molinie, les aulnaies marécageuses, etc.

### Classement

#### Droit français
Le lac de Parentis-Biscarrosse est un site inscrit par arrêté du 16 août 1977 au titre des Étangs landais nord. Les rives marécageuses du lac de Parentis-Biscarrosse, situées principalement à l'est, font l'objet d'un inventaire ZNIEFF de type 1.

#### Droit communautaire
Le lac intègre en 2012 le réseau européen Natura 2000 « Zones humides de l'arrière dune du Pays de Born et de Buch », qui se déploie sur plus de 12 000 hectares. Six structure associatives sont signataires de la charte Natura 2000 en 2017 pour l'entretien du lac : 1 110 m3 de sable sont extraits annuellement du bassin dessableur pour limiter le comblement, 50 hectares de rives lacustres sont entretenues par pâturage, 610 m3 de d'espèces de plantes invasives sont arrachées notamment.